# Altunizade-Moschee

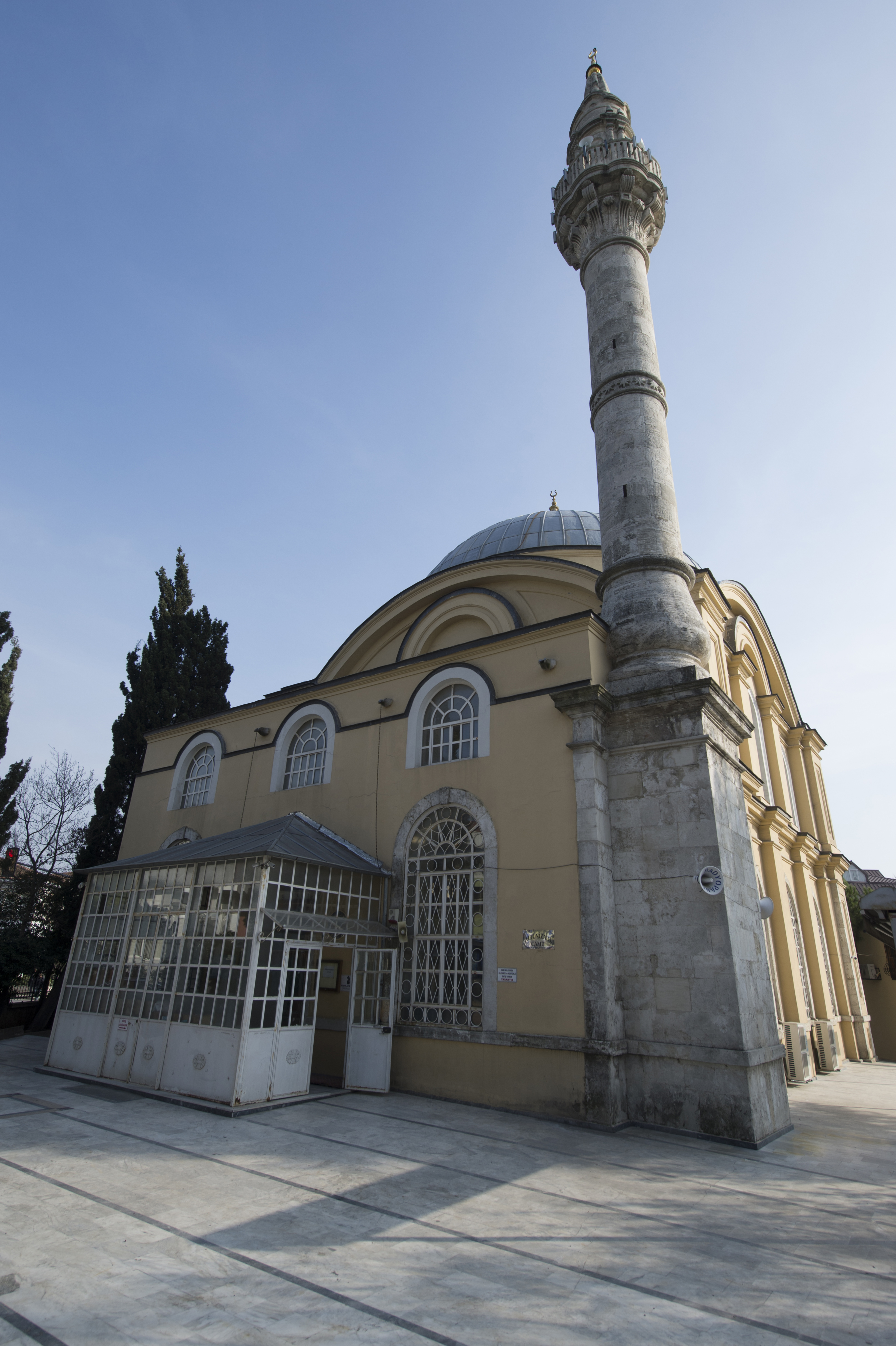
Altunizade-Moschee

Die Altunizade-Moschee (türkisch Altunizade Camii), nach ihrem Erbauer auch İsmail-Zühtü-Pascha-Moschee (türkisch İsmail Zühtü Paşa Camii), ist eine Moschee in Istanbul, die im 19. Jahrhundert im Osmanischen Reich errichtet wurde.

## Lage

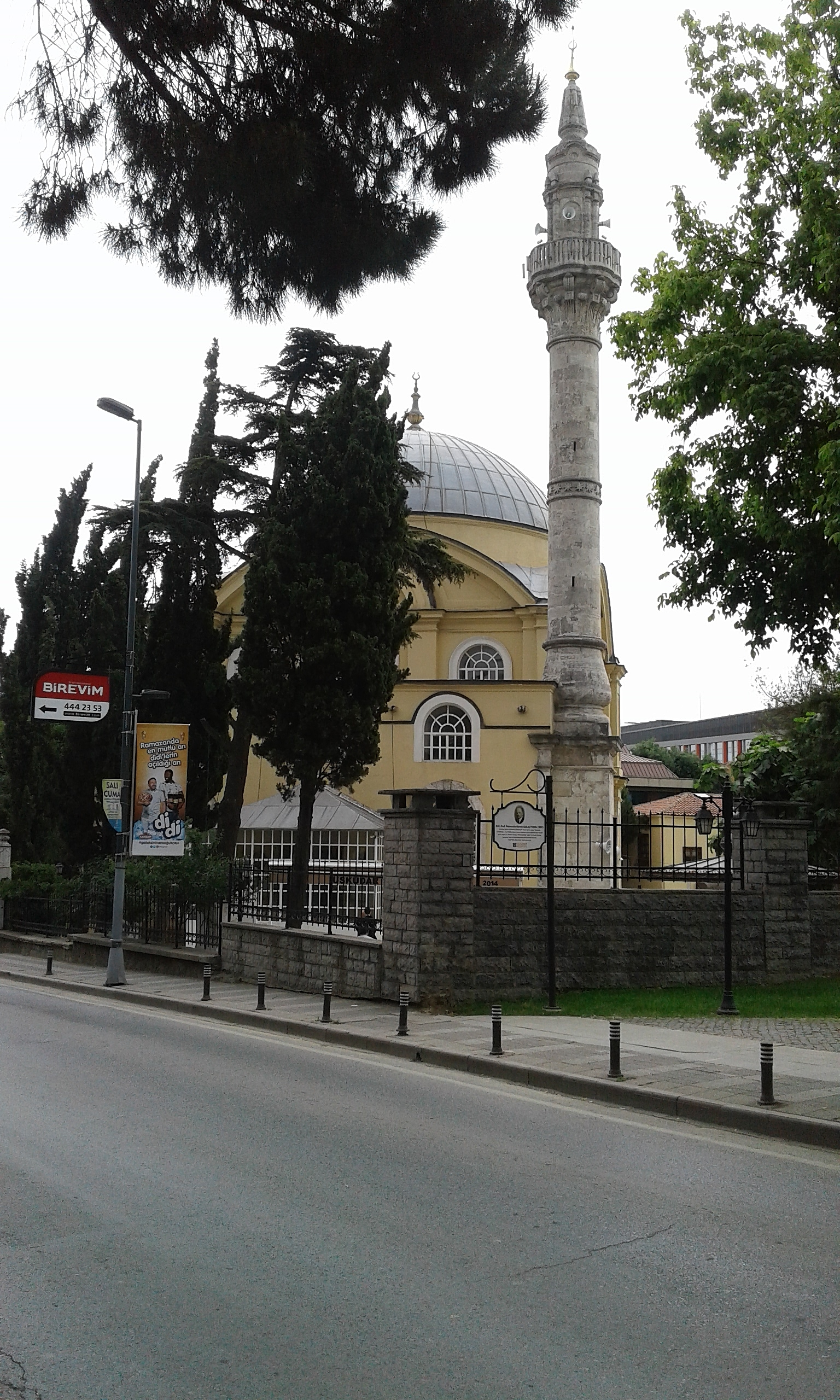
Altunizade-Moschee

Die Moschee steht im Stadtviertel Altunizade im Istanbuler Stadtbezirk Üsküdar in der Tophanelioğlu Caddesi 20–22. Um das Gebäude besteht eine niedrige Wohn- und Bürobebauung. Im Westen und Südwesten umgibt ein kleiner Park mit Brunnen das Bauwerk.

## Geschichte
Den Bau der Moschee beauftragte der Architekt, Schriftsteller und Politiker Altunizade İsmail Zühtü Pascha (1806–1887), der auch im Garten der Moschee bestattet wurde. Das Bauwerk wurde gemäß zweier Inschriften im Jahr 1282 (AH) (1865/66 n. Chr.) errichtet und ist wohl das letzte Beispiel osmanischer Architektur im asiatischen Teil Istanbuls. Die Moschee war anfangs Teil einer Külliye mit einer Grundschule, einem türkischen Bad, zwei symmetrischen Wohnungen für den Imam und den Muezzin, einer Bäckerei und einigen Geschäften. Allerdings sind heute nur wenige Räume erhalten. Das zweistöckige Schulgebäude dient heute als Wohnung, das Hammam wurde 1988 vermessen und renoviert.

## Architektur

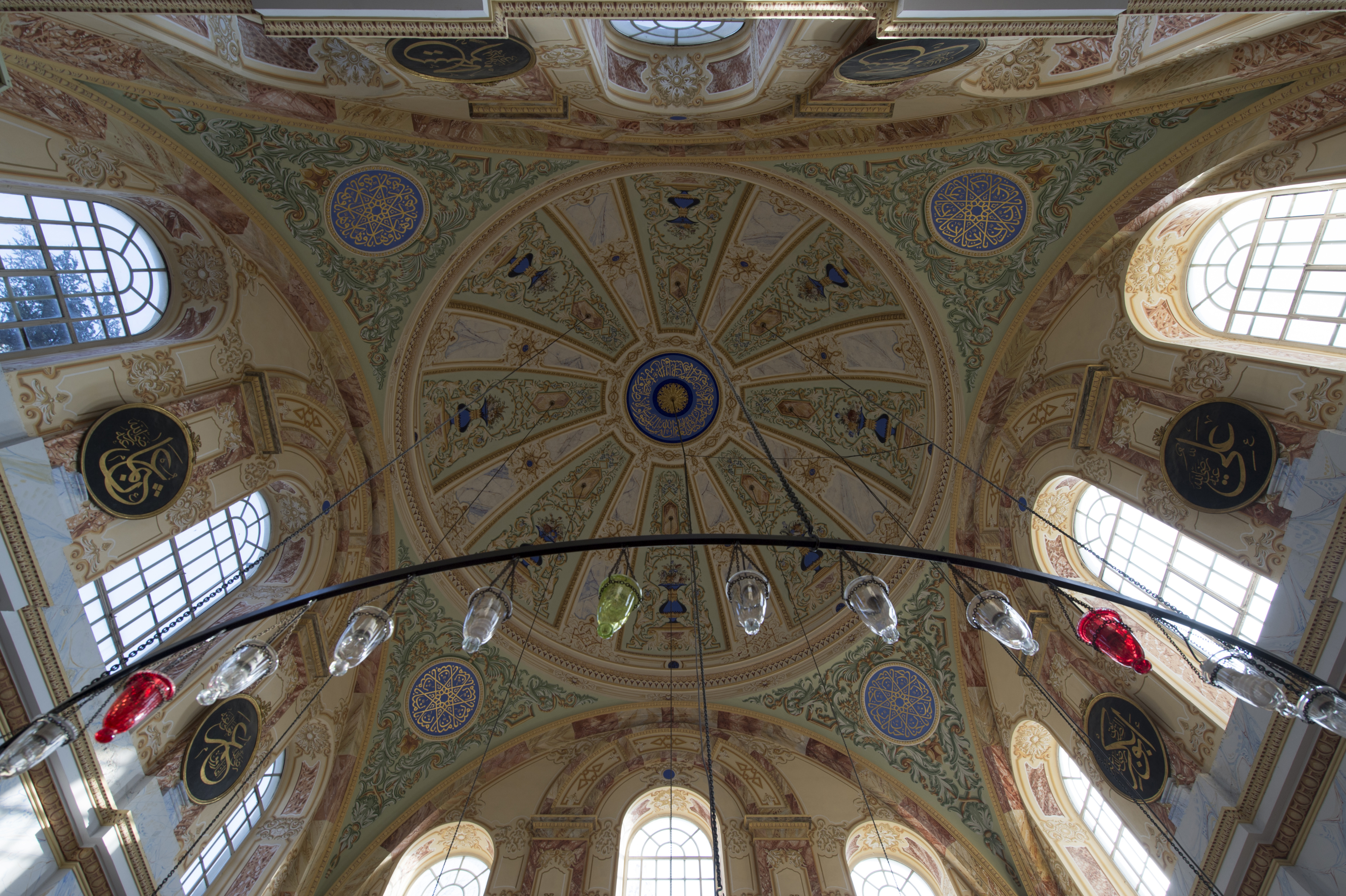
Decke mit Kuppel

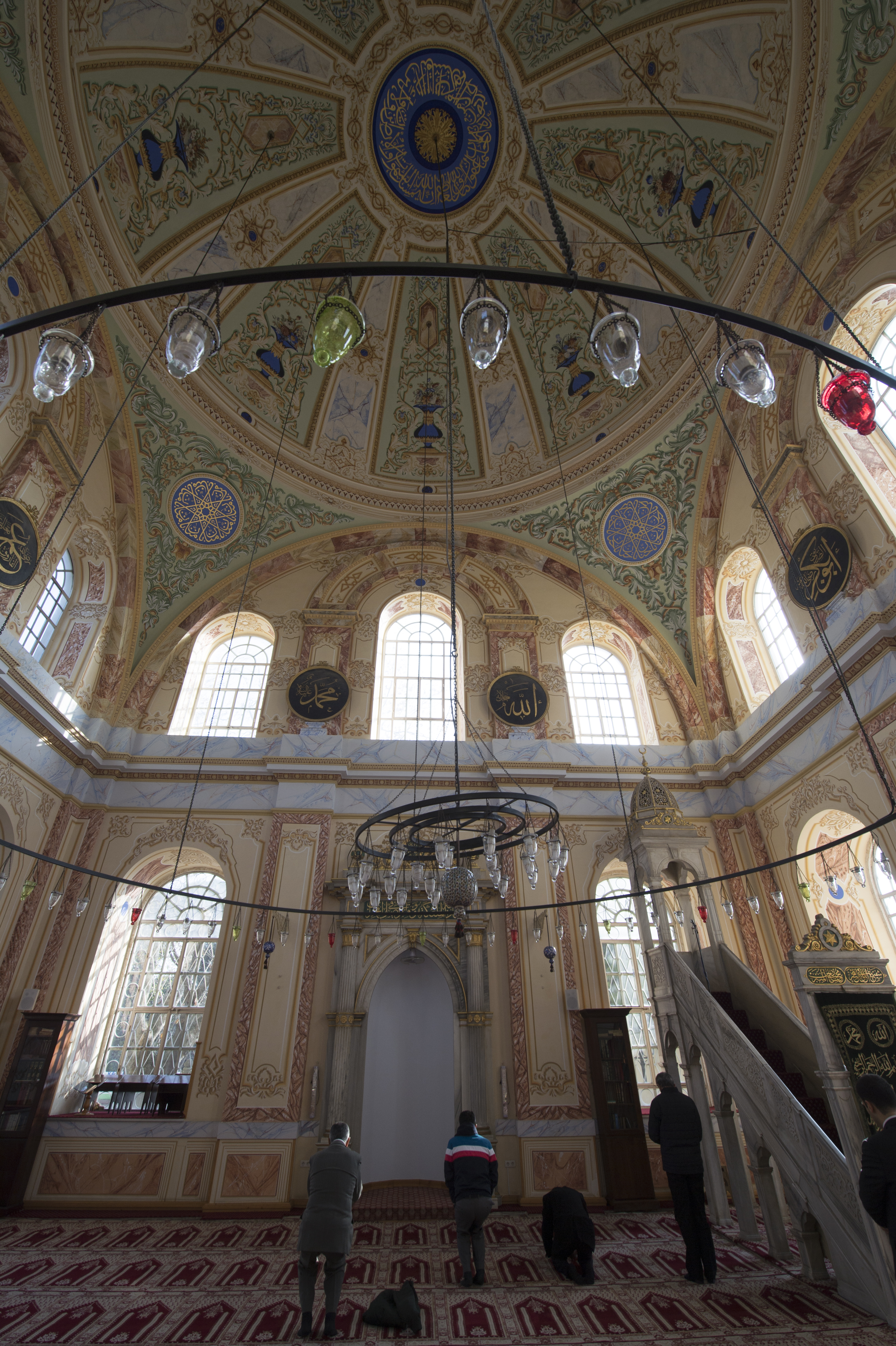
Minbar und Mihrab

Die Moschee wurde im neobarocken Stil der spätosmanischen Architektur errichtet, was sich an den großen Fenstern erkennen lässt. Das Gebäude besitzt einen kleinen Hof mit einem überdachten Şadırvan und drei Toren. Am größten Tor ist eine Inschrift angebracht.
Über eine kleine Vorhalle gelangt man durch eine große und zwei kleine Türen in den Gebetsraum. Der kleine ornamentierte Mihrab liegt in der Wand zur Vorhalle. Zwei hölzerne Treppen führen zum Frauenbereich und zu dem Platz des Muezzins. Die Moschee wurde über einem rechteckigen Grundriss erbaut und in Kalkstein ausgeführt. Die Wände des Gebetsraumes sind mit handgeschnitzten Figuren verziert.
Außerdem besitzt die Moschee eine Kuppel, die von vier Bögen auf Säulen getragen wird. Das Innere der Kuppel ist in 16 Bereiche untergliedert, die abwechselnd mit zwei Mustern verziert sind. Das Zentrum der Kuppel ist in Blau gehalten und enthält Koranverse. Auch Pendentifs und Wände sind reich bemalt.
Die Minbar ist in Marmor ausgeführt und besitzt die Form eines Trinkglases. Sie ähnelt derjenigen in der Hırka-i-Şerif-Moschee. Die Fenster sind ungewöhnlich groß und ein klassisches Beispiel für die osmanische Neobarock-Architektur. In der unteren Reihe befinden sich drei große Fenster an den Seitenwänden und zwei große flankieren die Mihrab-Wand. In der oberen Reihe befinden sich auf jeder Seite wieder drei Fenster, in der Mitte flankieren zwei kleine Fenster das große.
Die Moschee besitzt außerdem ein rundes Minarett über einem quadratischen Sockel. Der Balkon ist reich verziert. Die Turmspitze des Minaretts besteht aus Stein, im Gegensatz zu den mit Blechen bedeckten Spitzen der klassischen osmanischen Moscheenarchitektur. Die Form der Spitze erinnert an den Turban eines Großwesirs. In der Mitte des Minaretts befindet sich eine Linie von Sternen.